# ملعب خوسيه أنتونيو أنزواتغوي
ملعب خوسيه أنتونيو أنزواتغوي (بالإسبانية:Estadio José Antonio Anzoátegui) هو أحد ملاعب كرة القدم في فنزويلا, يقع في مدينة بويرتو لا كروز، ويتسع الملعب لـ 41,000 متفرج, قام بافتتاح الملعب في 8 ديسمبر 1965 الرئيس الفنزويلي السابق راؤول ليوني. في عام 2007 أقيمت تعديلات على الملعب لإستضافة بطولة كوبا أمريكا 2007.